# Wallenia grisebachii
Wallenia grisebachii är en viveväxtart som beskrevs av Carl Christian Mez. Wallenia grisebachii ingår i släktet Wallenia och familjen viveväxter. Inga underarter finns listade i Catalogue of Life.